# Музей геологии и полезных ископаемых Республики Башкортостан
Музей геологии и полезных ископаемых Республики Башкортостан — научно-просветительный и учебно-геологический центр Республики Башкортостан.

## История
Музей основан в 1934  году.
В 1981 году музею было передано помещение в центре города Уфа по адресу: ул. Ленина, 47.
В 1999 году музей получил статус музея по геологии и полезным ископаемым Республики Башкортостан при Управлении по геологии и использованию недр Республики Башкортостан. 

## Фонды музея
В настоящее время в музее выставлено более 3000 образцов горных пород, полезных ископаемых, минералов, окаменелых остатков фауны и флоры.
Выставлены образцы медноколчеданных и золото-сульфидных руд Башкирского Зауралья,  флюориты Суранского месторождения, образцы яшм Маломуйнакского и жильного кварца Новотроицкого месторождений,  крупный образец селлаита – магнезиальной разности плавикового шпата.
В числе экспонатов музея — разновидности природных камней габбро, долериты и мраморизованные известняки.
Общее количество экспонатов музея — около 5,5 тысяч, площадь музея — около 3000 кв. м.
В создании музея большой вклад внесли геологи и ученые Ф. Ф. Чебаевский, В. К. Яшнева, Р. Г. Орлова, Г. Ш. Жданов и др. Поддержку музею оказывали начальник Башкирского территориального геологического управления В. М. Латыш, генеральный  директор ПГО «Башкиргеология» В. М. Попов, председатель Госкомгеологии РБ Б. Д. Магадеев, начальник Управления по недропользованию по РБ Р. А. Хамитов, министр природопользования и экологии РБ И. А. Шаяхметов.